# Pepper LaBeija
Pepper LaBeija (* 5. November 1948 in Bronx, New York City; † 14. Mai 2003 in Manhattan, New York City) war eine US-amerikanische Drag Queen und Modedesignerin. LaBeija wurde oft als 'die letzte Queen der Harlem Dragballs' angesehen.

## Leben
LaBeija wurde als William Jackson in der Bronx geboren. Obwohl sie sich im Alltag noch gerne als Mann ankleidete, bevorzugte sie es, mit dem weiblichen Pronomen 'sie/she' benannt zu werden. Circa 1971 übernahm sie die Rolle als Hauptfigur des 'House of LaBeija', einer Gruppe von Drag Queens, Transvestiten und anderen Darstellern, welche sehr bekannt für ihren Einfluss auf die New Yorker Ballroomszene in den frühen siebziger Jahren war. Von diesem Haus adoptierte LaBeija ihren Nachnamen und betreute weitere Drag Queens unter dem gleichen Namen. LaBeija blieb mehr als dreißig Jahre lang die Hauptfigur des Hauses und wurde in dieser Zeit liebevoll als 'die Mutter' bezeichnet.
LaBeija konkurrierte in zahlreichen Drag Balls und war für ihre 'Ägyptischen Effekt' runway performances bekannt. Während ihrer Karriere gewann sie mehr als 250 Trophäen. Um Geld zu verdienen, arbeitete sie auch als Produzentin von solchen Drag Balls und hat auch Modelling unterrichtet. LaBeija ist am meisten bekannt für ihre Auftritte in den Dokumentarfilmen Paris is Burning (1990) und How Do I Look (2006).

## Spätere Jahre und Tod
LaBeija litt unter Typ-2-Diabetes mellitus und wurde für die letzten zehn Jahren ihres Lebens bettlägerig; durch Komplikationen mit ihrem Diabetes wurden ihre beiden Füße chirurgisch amputiert. Mit 54 Jahren starb Pepper LaBeija im Roosevelt Krankenhaus in Manhattan nach einem Herzinfarkt. Sie wird von zwei Kindern überlebt, einem Sohn und einer Tochter.

## Kultureller Einfluss
In den siebziger Jahren brachte LaBeija eine Anerkennung der afroamerikanischen Subkultur zu der New York Ballroomszene. Sie entwickelte Kategorien der Wettbewerbe wie „White Woman Realness“ und „Straight Realness“, in dem das Ziel war, das man sich ausreichend passend zu der Kategorie ankleiden und verhalten würde, damit man als echter Mitglied dieser Zielgruppe auf der Straße erkannt werden könnte. Daraus wurde die Unterdrückung der sozialen und kulturellen Grenzen der Zeit vermindert, eine Intoleranz die die LGBT-Szene nicht nur von außerhalb ihrer Kultur erlebt hat, sondern auch innerhalb dieser Subgruppe stattgefunden hat. 
Der Tanzstil ‘Vogueing’ wurde in LaBeijas Zeit in der Ballroomszene sehr bekannt und war als eine Kategorie der Wettbewerbe erkannt. In Paris is Burning beschrieb LaBeija Vogueing als eine Art Kampf und Konfrontation, die durch Tanz aufgelöst würde. Vogueing kam gleich nach dieser Zeit in die Popkultur und wurde von Künstlern wie Malcolm McLaren in Deep in Vogue erwähnt, und hauptsächlich von Madonna in die Öffentlichkeit gebracht mit ihrem Song Vogue in den 1990ern.